# Keizerrijk Trebizonde

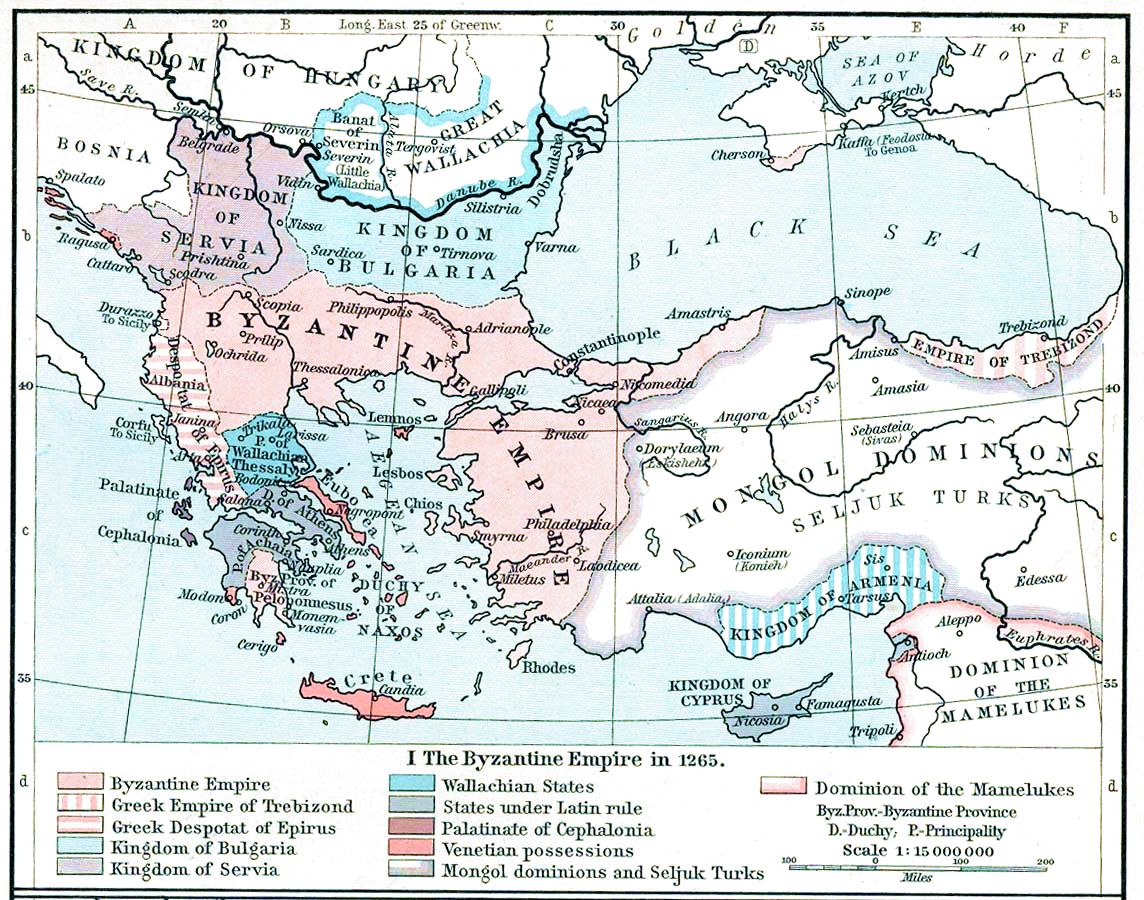
Trebizonde in 1265

Klein-Azië en de zuidelijke Balkan in 1265. Uiterst rechts Trebizonde.

Het keizerrijk Trebizonde (Grieks: Βασίλειον τής Τραπεζούντας/Basileion tēs Trapezountas), gesticht in april 1204, was een van de drie Grieks-Byzantijnse opvolgersstaten van het Byzantijnse Rijk. De oprichting van het Keizerrijk Trebizonde had geen directe betrekking op de verovering van Constantinopel door de Vierde Kruistocht, omdat het zich al een paar weken voor die gebeurtenis afscheurde van het Byzantijnse Rijk.
Geografisch gezien bestond het Keizerrijk Trebizonde uit niets meer dan de zuidelijke kust van de Zwarte Zee. Zijn demografische nalatenschap doorstond nog enkele eeuwen na de Ottomaanse verovering in 1461, en een aanzienlijk aantal Grieks-orthodoxe bewoners (Pontische Grieken genaamd) bleven in dit gebied tot in de vroege 20e eeuw.
Op dat moment werd de rest van de orthodoxe christenen gedeporteerd naar Griekenland, zoals bepaald werd door de bevolkingsuitwisseling tussen Griekenland en Turkije. Deze overeenkomst had geen betrekking op de lokale moslims die Griekse dialecten spraken, die nog steeds in Trebizonde leven tot op de dag van vandaag.

## Geschiedenis
Het rijk van Trebizonde ontstond als uiting van plaatselijk separatisme al enkele dagen na de val van Constantinopel. Het werd gesticht door de broers Alexios I en David Megas Komnenos, kleinzoons van de Byzantijnse keizer Andronikos I Komnenos, die Constantinopel ontvluchtten en met hulp van hun tante Tamar van Georgië de stad Trebizonde (Grieks: Τραπεζοῦς/Trapezous, thans Trabzon in Turkije) veroverden. Net als de heersers van de rivaliserende rijken van Nicea en Epirus beweerde Alexios I (1204-1222) de legitieme opvolger van het gevallen Byzantijnse Rijk te zijn.
Tot een herstel van dit rijk was hij echter niet in staat: Sinope verloor hij aan de Seltsjoeken, de steden van Paphlagonië aan de Niceaanse keizer Theodoros I Laskaris. Zijn schoonzoon en opvolger Andronikos I (1222-1235) wist in 1223 de zuidkust van de Krim met Chersonesos van de Seltsjoekse veroveringsdrang te redden. Keizer Johannes II (1280-1284; 1285-1297) sloot vrede met Michaël VIII Palaiologos, die het Byzantijnse Rijk herstelde, en werd zijn schoonzoon. Te zijnen gunste deed hij afstand van zijn aanspraak op het Byzantijnse Rijk en dus op de keizerstitel, hoewel de Trebizondische heersers deze al kort daarna weer voerden.
Na de stichting van het Il-kanaat in 1256 werd Trebizonde het belangrijkste centrum voor de Europese handel met Perzië, Centraal-Azië en China; Genua en Venetië openden er factorijen. Interne problemen hadden in de veertiende eeuw invallen van de Turkmenen en binnenlandse opstanden tot gevolg, die Alexios III (1349-1390) wist te dempen. Ook sloot hij vrede met de Turkmenen. Zijn opvolger Manuel III (1390-1416) aanvaardde begin vijftiende eeuw het opperleenheerschap van Timoer Lenk. Sinds het midden van die eeuw werd Trebizonde bedreigd door het Ottomaanse Rijk. Pogingen anti-Ottomaanse coalities te vormen met het Rijk der Witte Schapen en verschillende Anatolische emiraten en Georgische vorstendommen bleven zonder succes. De laatste keizer, David (1459-1461), verloor zijn rijk in 1461 aan Mehmed II.

## Keizers
| periode   | keizer                             | opmerking                                                             |
| --------- | ---------------------------------- | --------------------------------------------------------------------- |
| 1204-1222 | Alexios I Megas Komnenos           | Kleinzoon van Andronikos I Komnenos, keizer van Byzantium             |
| 1222-1235 | Andronikos I Gidos                 | Schoonzoon van Alexios I                                              |
| 1235-1238 | Johannes I Megas Komnenos Axouchos | Zoon van Alexios I                                                    |
| 1238-1263 | Manuel I Megas Komnenos            | Zoon van Alexios I                                                    |
| 1263-1266 | Andronikos II Megas Komnenos       | Zoon van Manuel I                                                     |
| 1266-1280 | Georgios Megas Komnenos            | Zoon van Manuel I                                                     |
| 1280-1284 | Johannes II Megas Komnenos         | Zoon van Manuel I                                                     |
| 1284-1285 | Theodora Megale Komnene            | Dochter van Manuel I                                                  |
| 1285-1297 | Johannes II Megas Komnenos         | Zoon van Manuel I                                                     |
| 1297-1330 | Alexios II Megas Komnenos          | Zoon van Johannes II en Eudokia, dochter van Michaël VIII Palaiologos |
| 1330-1332 | Andronikos III Megas Komnenos      | Zoon van Alexios II                                                   |
| 1332      | Manuel II Megas Komnenos           | Onechte zoon van Andronikos III                                       |
| 1332-1340 | Basileios Megas Komnenos           | Zoon van Alexios II                                                   |
| 1340-1341 | Irene Palaiologina                 | Onechte dochter van Andronikos III, vrouw van Basileios               |
| 1341      | Anna Anachoutlou Megale Komnene    | Dochter van Alexios II                                                |
| 1341      | Michaël Megas Komnenos             | Zoon van Johannes II en Eudokia, dochter van Michaël VIII Palaiologos |
| 1341-1342 | Anna Anachoutlou Megale Komnene    | Dochter van Alexios II                                                |
| 1342-1344 | Johannes III Megas Komnenos        | Zoon van Michaël                                                      |
| 1344-1349 | Michaël Megas Komnenos             | Zoon van Johannes II en Eudokia, dochter van Michaël VIII Palaiologos |
| 1349-1390 | Alexios III Megas Komnenos         | Zoon van Basileios                                                    |
| 1390-1416 | Manuel III Megas Komnenos          | Zoon van Alexios III                                                  |
| 1416-1429 | Alexios IV Megas Komnenos          | Zoon van Manuel III                                                   |
| 1429-1459 | Johannes IV Megas Komnenos         | Zoon van Alexios IV                                                   |
| 1459-1461 | David Megas Komnenos               | Zoon van Alexios IV                                                   |